# 马劳
马劳是巴西南大河州的一个市镇。总面积649.3平方公里，总人口33783人，人口密度52人/平方公里。